# René Clemencic

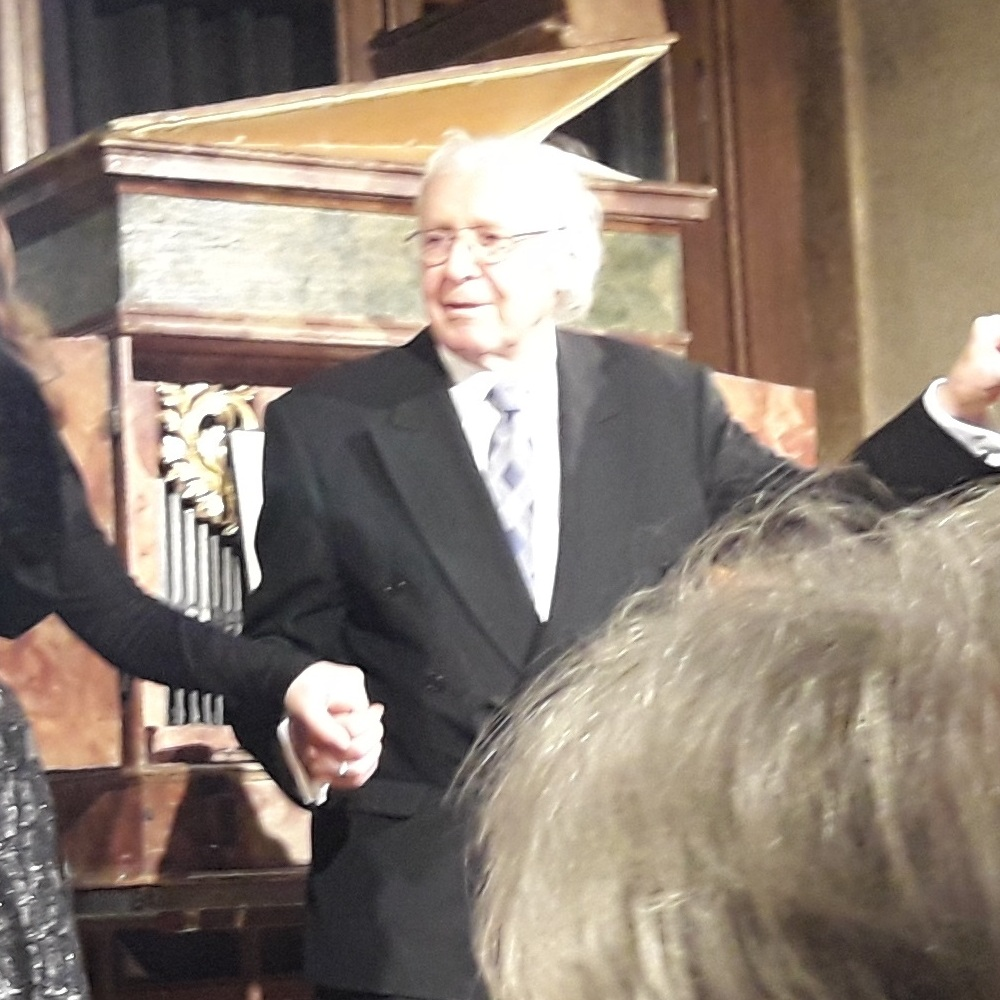
René Clemencic (2017)

René Clemencic [rə'ne kleː'məntʃitʃ] (* 27. Februar 1928 in Wien; † 8. März 2022 ebenda) war ein österreichischer Musikwissenschaftler, Dirigent, Komponist, Organist, Cembalist und Blockflötist.

## Leben
René Clemencics Vorfahren stammen aus verschiedenen Gegenden der ehemaligen Österreichisch-Ungarischen Doppelmonarchie, einschließlich Istrien und Kroatien. Sein Vater war Notar und sprach ausschließlich Italienisch mit ihm.
Nach dem Besuch des Schottengymnasiums studierte er von 1947 bis 1956 Philosophie und Musikwissenschaft an der Universität Wien und an der Sorbonne in Paris. Im Jahr 1956 wurde er mit der Dissertation Sein und Bewusstsein bei Louis Lavelle an der Universität Wien promoviert.
Clemencic studierte Blockflöte und Cembalo in Wien, den Niederlanden und Berlin. Er studierte auch musikalische Formenlehre, Musiktheorie sowie Zwölftonlehre.
Im Jahr 1957 gründete er das Ensemble Musica Antiqua, das sich in einer variablen Besetzung von 2 bis 50 Musikern der Historischen Aufführungspraxis verschrieb. 1968 gründete er ein neues Ensemble, das sich später Clemencic Consort nannte. Von 1996 bis 2005 betreute René Clemencic den Musica Antiqua-Zyklus des Wiener Musikvereins. Von Herbst 2005 bis Juni 2019 gab es im selben Haus einen eigenen Clemencic-Consort-Zyklus.

## Auszeichnungen
- 1997: Preis der Stadt Wien für Musik[4]

## Werke (Auswahl)

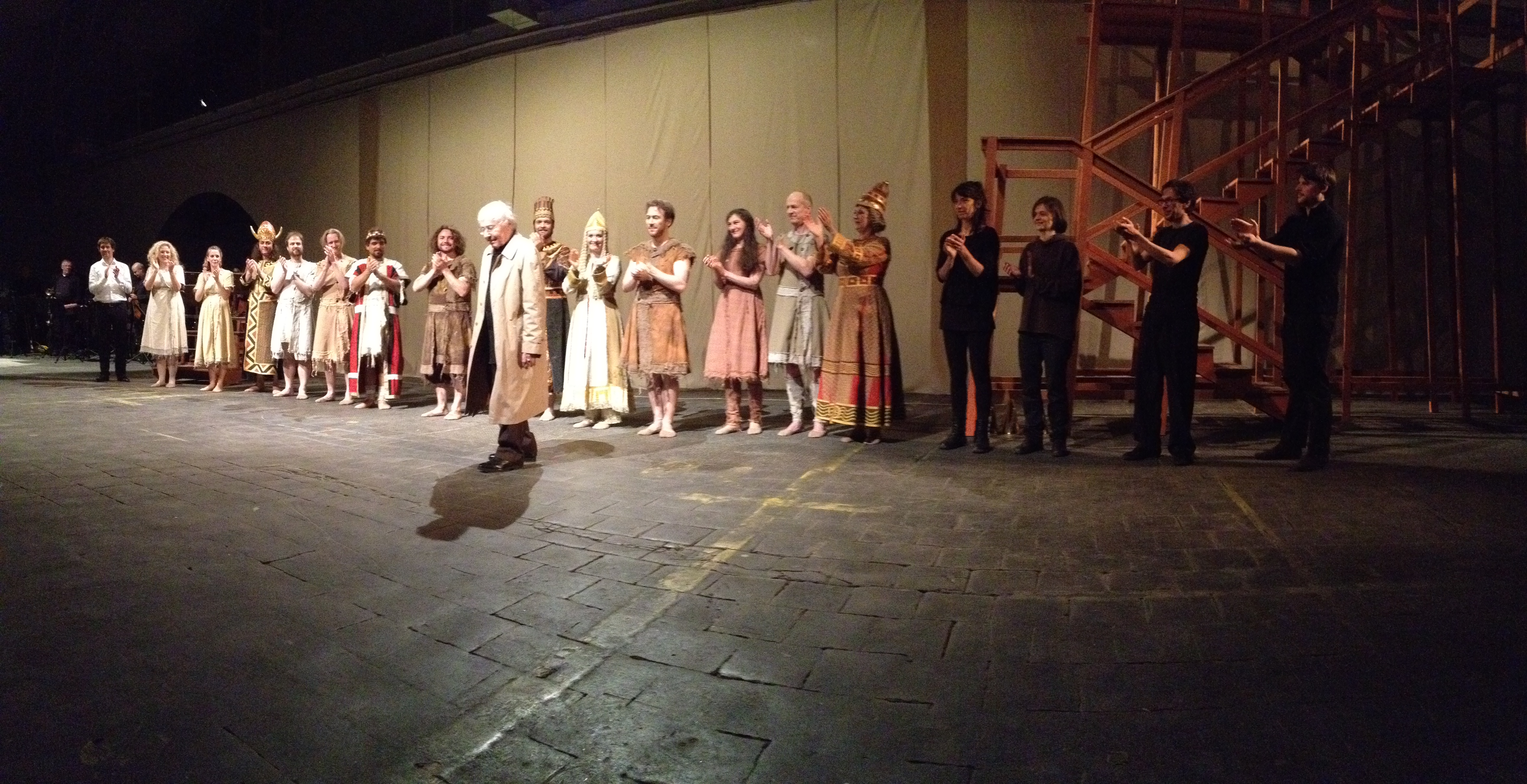
René Clemencic bei der Uraufführung der Oper Gilgamesch durch das sirene Operntheater 2015

### Ensemblemusik
- Maraviglia III – Iter exstaticum (1968)[5]
- Experience one – für Blockflöte, Cembalo und Tonband (1971)
- Chronos I – Duo für Blockflöte, Geige und Tonband (1971)
- Maraviglia V – Raum-Spiel für 1 Stimme und 4 Instrumentalisten (1973)
- Sicut Navis – für Violoncello und Klavier (1981)
- Flauto Magico III – für Blockflöte und Streicher (1984)
- Drachenkampf – Septett für Solostimme(n) (1987)
- Estasi – für 6 Schlagzeuger (1988)
- Musica Hermetica – für 2 Geigen und Tonband (1989)
- Flauto Magico IV – für Blockflöte, Streichquintett und Schlagzeug (1990)
- Parzen – für Blockflöte und Schlagzeug (1991)
- Jeruschalajim – Klaviertrio (1997)

### Solomusik
- Fantasia dodekafonica – für Blockflöte (1964)
- Maraviglia I – für Blockflöte (1968)

### Opern/Musiktheater
- Musik zu „Tolldreiste Szenen“ (1981)
- Der Berg – Kammeroper, Text: Konrad Bayer (1994)
- Monduntergang – Operelle (2006, sirene Operntheater und Tiroler Landestheater)
- Nachts unter der steinernen Brücke – Kammeroper (2009, sirene Operntheater)
- Harun und Dschafar – für 8 Sänger, Sprechchor und Ensemble, Text: Kristine Tornquist (2011, sirene Operntheater)
- Gilgamesch – Ein szenisches Oratorium und Schattenspiel, Text: Kristine Tornquist (2015, sirene Operntheater)[6]

### Vokalmusik
- Apokalypsis – Oratorium in griechischer Sprache (1996)
- Reise nach Niniveh – Oratorium für Vokalensemble (1999)
- Kabbala – Oratorium für Vokalensemble, vier Bläser und zwei Schlagwerker (1992; szenische Erstaufführung sirene Operntheater 2022)

### Filmmusik
- Musik zum Film „Molière“ – Filmmusik für Kammerorchester/Ensemble und Solostimmen, Text: Ariane Mnouchkine (1982)
- Musik zum „Urfaust-Film“ – Filmmusik für Kammerorchester/Ensemble (1982)
- L’uomo e l’agricultura / L’homme et l’agriculture – Filmmusik für Kammerorchester/Ensemble (1986)